# Chi Mai
«Chi Mai» (італ. Хто б не...) — композиція італійського композитора Енніо Морріконе, написана 1971 року. Використовувалася як у фільмах «Магдалена», «Зустріч» і «Професіонал», так і в серіалах «Замок англійця» (1978) та «Життя і часи Девіда Ллойда Джорджа» (1981). У зв'язку з появою в останньому композиція досягла другої позиції в UK Singles Chart в 1981. Також композиція звучала у фільмі «Якщо ти мене любиш» виробництва Німеччини, продемонстрованому на позаконкурсному показі XVI Московського міжнародного кінофестивалю.
У Франції «Chi Mai» стала відома у 1980-х роках ще й завдяки використанню в рекламі «Royal Canin», у зв'язку з чим у французів вона асоціюється насамперед саме з рекламою. У 2002 році ця асоціація була обіграна у французькому фільмі «Астерікс і Обелікс: Місія „Клеопатра“», у сцені, де Ідефікс женеться за легіонером на всіх чотирьох в уповільненому русі (як і в рекламі), що звучить на тлі «Chi Mai». Композиція також була використана в російському комедійному науково-фантастичному фільмі 1994 року «Збожеволіти!».
Крім інструментальної композиції, Енніо Морріконе спільно з французьким поетом-піснярем Дідьє Барбелів'єном та німецьким аранжувальником Карл-Хайнц Шафером написали пісню французькою мовою під назвою «Mal de toi» (фр. Страждаю без тебе), яку в 1981 році виконала Даніель Лікарі. Також семпл з інструментальної версії був використаний у 1997 році в пісні Heartless британської реп-групи Black Attack.
Композиція була використана як заключна частина церемонії прощання з Жаном-Полем Бельмондо, який зіграв головну роль у фільмі «Професіонал».

## Чарти
| Чарт (1981—1982)                   | Найвища позиція |
| ---------------------------------- | --------------- |
| Австрія (Ö3 Austria Top 75)        | 4               |
| Франція (SNEP)                     | 1               |
| Нова Зеландія (RIANZ)              | 11              |
| Швейцарія (Media Control AG)       | 2               |
| Велика Британія (UK Singles Chart) | 2               |